# Ryan Sweeting

Ryan Sweeting (Nassau, Bahamas, 14 de julio de 1987) es un tenista profesional retirado de los Estados Unidos.
En 2005, conquistó el título junior del Abierto de los Estados Unidos tras vencer al francés Jérémy Chardy en la final.
Hizo su debut profesional en el Abierto de los Estados Unidos de 2006, donde alcanzó la segunda ronda tras vencer al argentino Guillermo Coria en la primera ronda (Coria se retiró cuando perdía 3–2). En segunda ronda, perdió ante el belga Olivier Rochus.
En cuanto a su vida personal, el 31 de diciembre de 2013 contrajo matrimonio con  Kaley Cuoco en una finca de California. La pareja se separa en 2015.

## Títulos (1)
| Leyenda                |
| Grand Slam (0)         |
| Tennis Masters Cup (0) |
| ATP Masters Series (0) |
| ATP Tour (1)           |

| N.º | Fecha               | Torneo  | Superficie    | Oponentes en la final | Resultado   |
| --- | ------------------- | ------- | ------------- | --------------------- | ----------- |
| 1.  | 10 de abril de 2011 | Houston | Tierra batida | Kei Nishikori         | 6-4, 7-6(3) |

### Finalista en dobles (1)
- 2009: Houston (junto a Jesse Levine pierden ante Bob Bryan y Mike Bryan)

### Challengers (3)
| N.º | Fecha                  | Torneo   | Superficie | Oponente en la final | Resultado  |
| --- | ---------------------- | -------- | ---------- | -------------------- | ---------- |
| 1.  | 3 de noviembre de 2008 | Rimouski | Dura       | Kristian Pless       | 6-4 7-6(3) |
| 2.  | 2 de febrero de 2009   | Dallas   | Dura (i)   | Brendan Evans        | 6-4 6-3    |
| 3.  | 1 de febrero de 2010   | Dallas   | Dura (i)   | Carsten Ball         | 6-4 6-2    |

## Estadísticas
| Torneo                       | 2011 | 2010 | 2009 | 2008 | 2007 | 2006 | Carrera |
| ---------------------------- | ---- | ---- | ---- | ---- | ---- | ---- | ------- |
| Abierto de Australia         | 2r   | -    | -    | -    | -    | -    | 0–0     |
| Roland Garros                | 1r   | 1r   | -    | -    | -    | -    | 0–0     |
| Wimbledon                    | 2r   | 1r   | -    | -    | -    | -    | 0–0     |
| US Open                      | 1r   | 1r   | 1r   | 1r   | 1r   | 2r   | 1–4     |
| Grand Slam V-D               |      | 0–2  | 0–1  | 0–1  | 0–1  | 1–1  | 1–4     |
| Finales disputadas           |      | 0    | 0    | 0    | 0    | 0    | 0       |
| Torneos ganados              |      | 0    | 0    | 0    | 0    | 0    | 0       |
| Superficie Dura V-D          |      | 0-0  | 0-1  | 1-2  | 1-5  | 1-2  | 3–9     |
| Superficie Tierra Batida V-D |      | 0-1  | 0-0  | 0-0  | 0-0  | 0-0  | 0-1     |
| Superficie Hierba V-D        |      | 0-1  | 0-0  | 0-0  | 0-0  | 0-0  | 0-0     |
| Moqueta V-D                  |      | 0-0  | 0-0  | 0-0  | 0-0  | 0-0  | 0-0     |
| Total V-D                    |      | 0-2  | -    | 1-2  | 1-6  | 1-2  | 3-10    |
| Ranking                      |      | -    | -    | 371  | 241  |      |         |